# Carbonero el Mayor (kommunhuvudort)
Carbonero el Mayor är en kommunhuvudort i Spanien.   Den ligger i provinsen Provincia de Segovia och regionen Kastilien och Leon, i den centrala delen av landet, 90 km nordväst om huvudstaden Madrid. Carbonero el Mayor ligger 915 meter över havet och antalet invånare är 2 495.
Terrängen runt Carbonero el Mayor är huvudsakligen platt. Carbonero el Mayor ligger uppe på en höjd. Runt Carbonero el Mayor är det mycket glesbefolkat, med 6 invånare per kvadratkilometer. Närmaste större samhälle är Nava de la Asunción, 19,0 km väster om Carbonero el Mayor. Trakten runt Carbonero el Mayor består till största delen av jordbruksmark.